# Міддлтаун (Делавер)
Міддлтаун (англ. Middletown) — місто (англ. town) в окрузі Нью-Касл штату Делавер США. Населення — 23 192 особи (2020).

## Географія
Міддлтаун розташований за координатами 39°26′43″ пн. ш. 75°43′0″ зх. д. / 39.44528° пн. ш. 75.71667° зх. д. (39.445173, -75.716753).  За даними Бюро перепису населення США в 2010 році місто мало площу 30,22 км², з яких 30,07 км² — суходіл та 0,16 км² — водойми.

## Демографія
Згідно з переписом 2010 року, у місті мешкала 18 871 особа в 6465 домогосподарствах у складі 4985 родин. Густота населення становила 624 особи/км².  Було 6821 помешкання (226/км²).
Расовий склад населення:
| - 61,9 % — білих - 28,4 % — чорних або афроамериканців - 3,8 % — азіатів - 0,2 % — корінних американців - 2,5 % — осіб інших рас |

До двох чи більше рас належало 3,2 %. Частка іспаномовних становила 7,4 % від усіх жителів.
За віковим діапазоном населення розподілялося таким чином: 31,0 % — особи молодші 18 років, 59,3 % — особи у віці 18—64 років, 9,7 % — особи у віці 65 років та старші. Медіана віку мешканця становила 33,0 року. На 100 осіб жіночої статі у місті припадало 88,9 чоловіків;  на 100 жінок у віці від 18 років та старших — 83,8 чоловіків також старших 18 років.
Середній дохід на одне домашнє господарство  становив 97 983 долари США (медіана — 84 451), а середній дохід на одну сім'ю — 105 723 долари (медіана — 91 083). Медіана доходів становила 63 371 долар для чоловіків та 44 935 доларів для жінок. За межею бідності перебувало 5,4 % осіб, у тому числі 8,2 % дітей у віці до 18 років та 3,8 % осіб у віці 65 років та старших.
Цивільне працевлаштоване населення становило 9949 осіб. Основні галузі зайнятості: освіта, охорона здоров'я та соціальна допомога — 28,8 %, фінанси, страхування та нерухомість — 15,5 %, роздрібна торгівля — 11,1 %, виробництво — 9,9 %.